# Suria KLCC

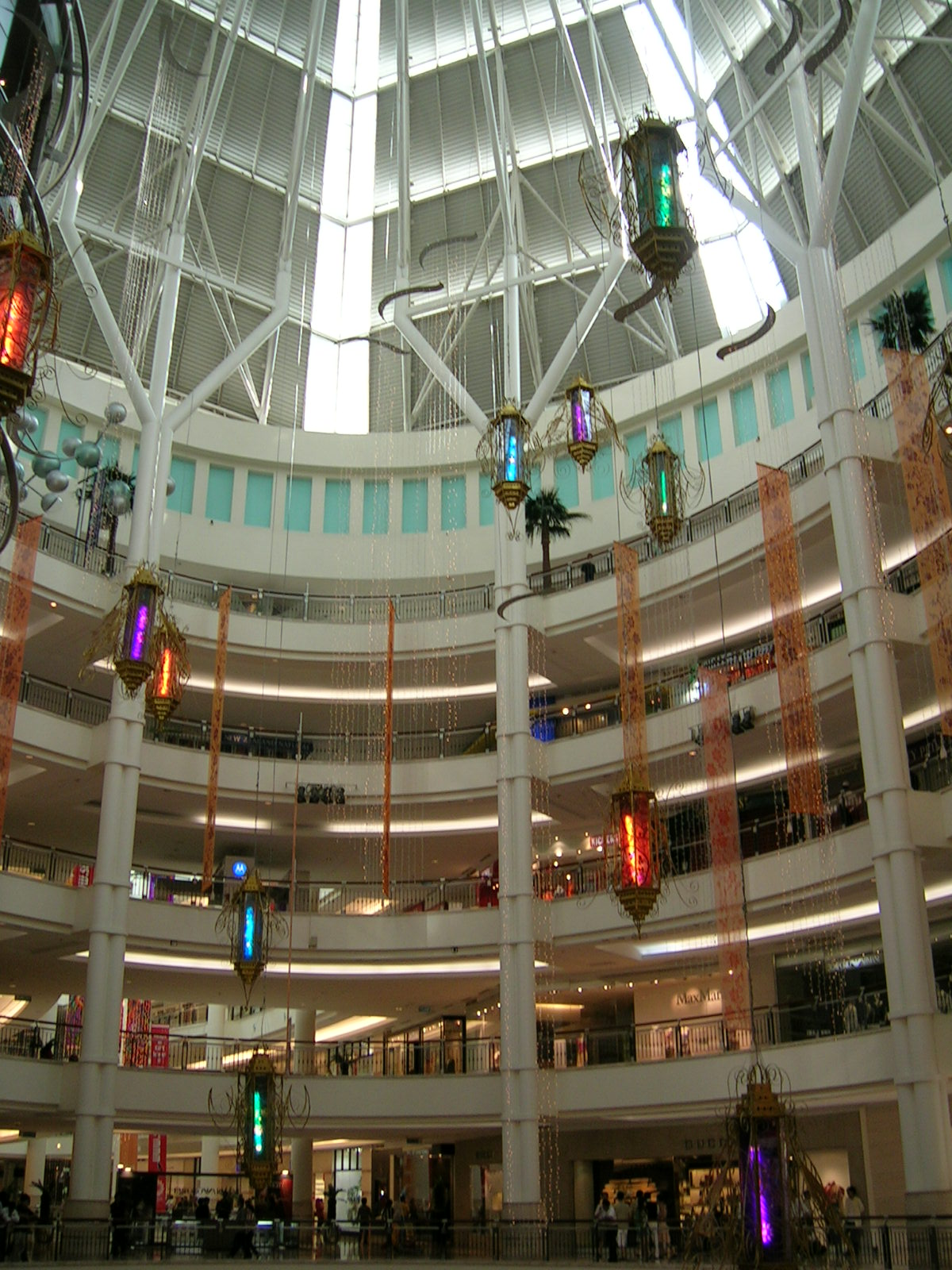
Das Innere des KLCC-Einkaufszentrums

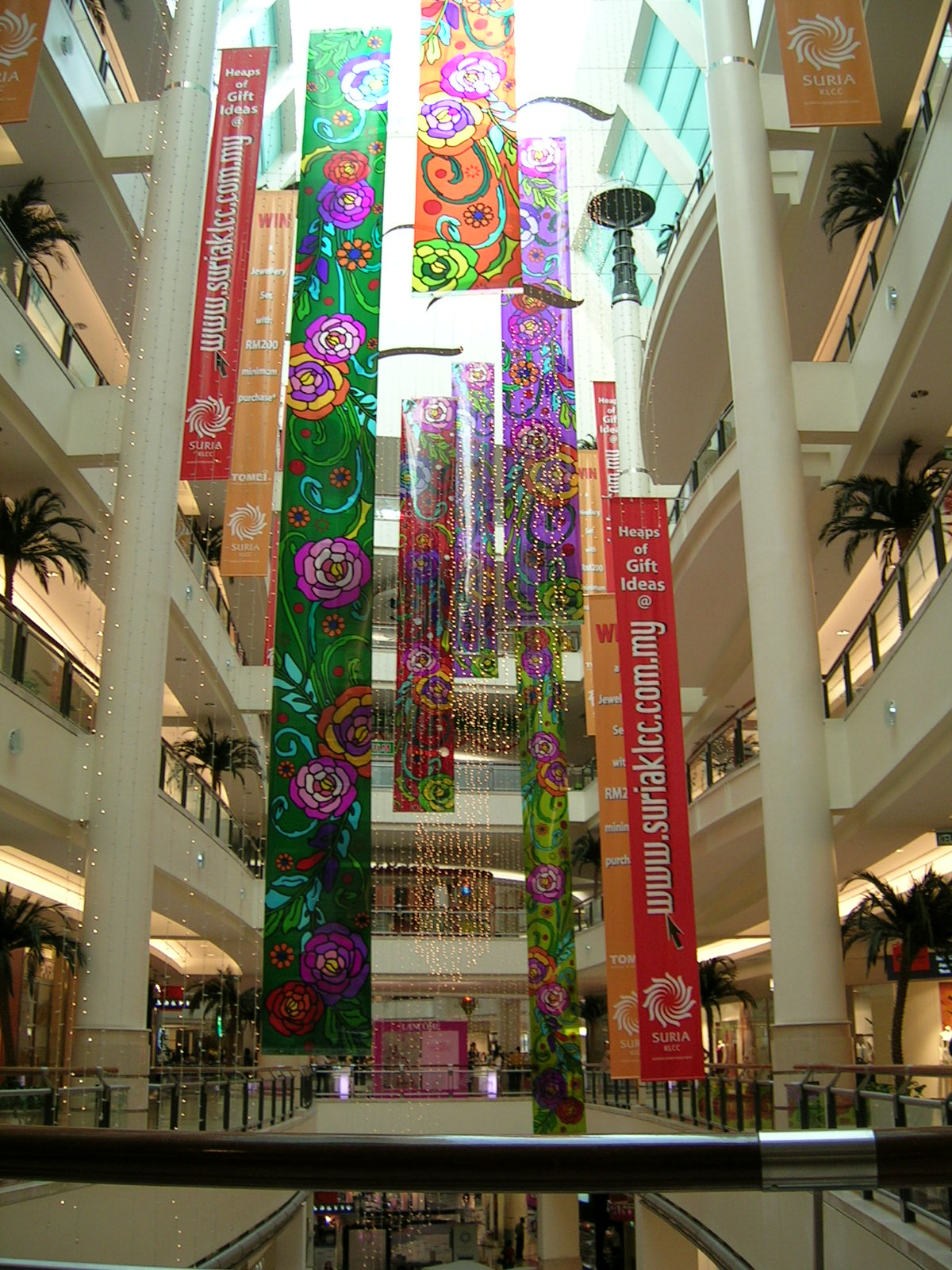
Das Innere des KLCC-Einkaufszentrums

Suria KLCC (Kuala Lumpur City Centre) ist ein Einkaufszentrum in Kuala Lumpur, der Hauptstadt Malaysias am Fuße der Petronas Towers. Auf sechs Ebenen sind unzählige Geschäfte und Boutiken untergebracht.
Das 1998 errichtete Gebäude ist mit rund 135.000 m² Verkaufsfläche mehr als doppelt so groß wie das KaDeWe in Berlin, das größte Warenhaus in Deutschland und Kontinentaleuropa, und leicht größer als der Ruhr-Park in Bochum (mit 126.000 m² das größte Einkaufszentrum in Deutschland). Das Suria KLCC wird von der nahegelegenen Mid Valley Megamall mit der dreifachen Verkaufsfläche übertroffen.